# Vodopád Skok
Vodopád Skok est une chute d'eau du massif des Hautes Tatras en Slovaquie. La chute est située à 1 801 m d'altitude sur 25 m de dénivelé. Elle est alimentée par le ruisseau Mlynica un affluent de la rivière Poprad.